# إدوارد هاند
إدوارد هاند (بالإنجليزية: Edward Hand)‏ هو ضابط أمريكي، ولد في 31 ديسمبر 1744 في ألباني في الولايات المتحدة، وتوفي في 3 سبتمبر 1802.

## وصلات خارجية
- إدوارد هاند على موقع الموسوعة البريطانية (الإنجليزية)